# Catherine Willows
Catherine 'Cath' Willows a Las Vegas-i CSI: A helyszínelők sorozatban az éjszakai csapat egyik tagja, egy ideig az abból létrehozott kisebb csoport vezetője. Szakterülete a vércseppek analízise. Megformálója Marg Helgenberger.

## A szereplő
Catherine Willows szereti a kihívásokat, számára minden ügy egy puzzle, ami csak arra vár, hogy összerakják. Igazi vagány természet, remek humorral  és nagy emberismerettel. Előző munkájából adódóan nagyon ismeri Vegast és az ottani embereket, a kaszinók világát.  
Rendkívül fontos számára a munkája, még azt is vállalja, hogy éjjeli műszakban dolgozik, ám emellett folyamatosan furdalja a lelkiismeret, hogy nem foglalkozik eleget a lányával.
Az anyaságából adódóan azok az esetek érintik a legérzékenyebben, amelyekben gyerek az áldozat.

## Személyi adatok
Catherine egy nyugat-montanai farmon született, és ott is nőtt fel. Előbb tanult meg lovagolni, min t járni, ám ez az élet túl kevés volt számára. 16 évesen Seattle-be szökött és egy rockzenész barátnője lett. Amikor a fickó elhagyta őt egy másik nőért, hazament, de többé már nem érezte odatartozónak magát. A farm is tönkrement, így Cath a szüleivel a városba költözött. Catherine azonban hamarosan innen is továbbállt, Las Vegasba ment és táncolni kezdett, ahogy az anyja is tette korábban, szintén Vegasban.
Jól ment a bolt, a férfiak imádták, pártfogója is akadt Sam Braun személyében.
A karrierje azonban hamarosan egyre kevésbé volt fontos számára, hiszen tanulni kezdett az egyetemen és megismerkedett Eddie-vel, egy zenei producerrel, akit rövid időn belül már ő tartott el.
A kapcsolatból hamarosan házasság lett, majd amilyen viharosan kezdődött, olyan gyorsan véget is ért: Eddie 10 dollárral a bankban otthagyta Catherine-t, akinek most már közös gyermekükről, Lindsey-ről is gondoskodnia kellett.
Ekkor bukkant fel az életében egy barát, Gil Grissom, és segített neki, hogy talpra tudjon állni. Azóta is remekül kijönnek, és segítenek egymásnak, ha szükség van rá.

## Kapcsolata a többi szereplővel
A csapat számára Catherine egy igazi barát, akihez mindenki fordulhat bármely bajával, problémájával. 
Közte és Warrick Brown között talán alakult valami az ötödik évadban, ám Rick hirtelen házassága megakadályozott bármi mást, mint a barátság.

## Érdekességek
- Catherine sokáig azt hitte, hogy az apja egy montanai farmer, ám a harmadik évad végén egy ügy során kiderült, hogy valójában egy régi ismerőse, egy helyi kaszinó tulajdonosa, Sam Braun a vér szerinti apja. A kapcsolatuk meglehetősen ellentmondásos, mivel Sam gyakran áttéved a törvény másik oldalára.
- Catherine anyja is sokáig Las Vegas-i táncosnőként dolgozott, mielőtt férjhez ment volna.
- A szereplőt alakító színésznő Marg Heldenberger férje is játszott már a sorozatban, egy olyan ügyvédet alakított, akivel Catherine egy bárban flörtölt, majd aki egy gyilkossági ügyben gyanúsítottként szerepelt.